# 大運寺 (文京区)
大運寺（だいうんじ）は、東京都文京区にある浄土宗の寺院。

## 歴史
1627年（寛永4年）、順蓮社願誉上人によって開山された。当寺は1945年（昭和20年）の空襲で、過去帳等の記録を全て失ってしまったため、外部の資料等でしか当寺の沿革を窺い知ることができない。
一説では願誉上人は晩年、眼病で苦しんでおり、それを見かねた信徒たちが上人のために寺を建てたという。もう一つの説では盲人の尼が住んでいた庵が起源ともいわれている。何れの説も「眼の疾患」が関わっているという共通点があるが、真相は不明である。

## 寺宝等
- 阿弥陀如来像（本尊）

鎌倉時代初期の作で、増上寺の秘仏となっている恵心僧都源信作の阿弥陀如来像に似ているといわれている。現在は文京区の文化財として指定されている。

## 交通アクセス
- 本駒込駅より徒歩5分（経路案内）。